# 회상
회상(recall,回想)은 기억된 것을 다시 떠올려 생각해 내는 일이다.  인출 (retrieval,引出)의 한 종류이다. 심리학에서는 뇌속에 저장된 정보의 재생을 의미한다. 기억에 있는 정보에 접근하는 능력이기도 하다. 회상에 실패하는 경우 부분적인 망각이 일어났다고 볼 수 있으며, 부정확하게 재생되는 경우도 있다. 작업기억에 접근하는 경우는 아주 짧은 시간만 가능하며 장기기억의 경우에는 장기간도 가능하다. 회상은 어떤 단서에 의해 가능해 지기도 한다. 기억이 재인(recognition)됐지만 회상해서 기억을 재생하는 데 실패하면 흔히 말로 안나오고 혀에서 맴도는 기억같이 느껴지게 된다. 이를 설단현상이라고 한다.

## 과정
애킨슨-쉬프린 기억 모델(Atkinson–Shiffrin memory model)에서 기억을 다시 불러내는 과정은 인출(retrieval)로 재인(recognition) 또는(및) 회상(recall)의 단계를 거친다. '재인'은 단서가 주어질 때 저장되어 있는 정보를 끄집어 내는 과정이며 회상은 사람들에게 기억에서 한 항목 또는 그 항목의 목록을 생성해 내도록 요청하는 방법이다. 단서 없이 저장된 정보로부터 기억을 재생하는 과정이다. 예를 들어 시험의 경우 여러 항목이  제시되는 객관식 문제나 진위 판단 문제에서는 재인(Recognition)이 강조되고 단답식 문제나 논술형 문제에서는 회상 과정이 기억해내는데 필요하다.

## 같이 보기
- 작업기억

## 관련서적
- 공학심리학, 크리스토퍼 D. 위킨스, 저스틴 G. 홀랜즈 지음, 곽호완외 4인 옮김, 시그마프레스, ISBN 89-90685419